# Ludányhalászi
Ludányhalászi is een plaats (község) en gemeente in het Hongaarse comitaat Nógrád. Ludányhalászi telt 1635 inwoners (2001).